# Marian Chełmecki
Marian Stefan Chełmecki (ur. 2 sierpnia 1916 w Jaśle, zm. 28 marca 1988 w Zabrzu) – major pilot Wojska Polskiego

## Życiorys

### Wczesne lata
Urodził się w Jaśle, jako syn kolejarza. Miał trójkę rodzeństwa: siostrę Helenę oraz braci Władysława i Stanisława. W Jaśle skończył Szkołę Powszechną im. Romualda Traugutta, a później Państwowe Gimnazjum im. Króla Stanisława Leszczyńskiego zdając maturę w 1935 r. Jesienią tego roku po zdanym egzaminie przyjęty został do Szkoły Podchorążych Piechoty w Różanie nad Narwią, gdzie po odbyciu trzymiesięcznego kursu unitarnego przystąpił do egzaminów w Szkole Podchorążych Lotnictwa w Dęblinie. Po pomyślnym zdaniu egzaminów został do niej przyjęty i ukończył ją trzy lata później. Na stopień podporucznika został mianowany ze starszeństwem z dniem 1 października 1938 i 73. lokatą w korpusie oficerów lotnictwa, grupa liniowa. Został wcielony do 2 pułku lotniczego w Krakowie i przydzielony do 122 eskadry myśliwskiej na stanowisko pilota. Wiosną 1939 został skierowany do Centrum Wyszkolenia Oficerów Lotnictwa w Dęblinie gdzie objął stanowisko instruktora wyższego pilotażu. W sierpniu przeniesiono go na lotnisko Centrum do Ułęża gdzie zastał go wybuch wojny.

### II wojna światowa
Z chwilą wybuchu wojny został przez komendanta lotniska mianowany dowódcą obrony przeciwlotniczej obiektu. Następnie przeniesiono go do Dęblina, gdzie dołączono go do doraźnie utworzonego dywizjonu (samoloty PZL-7) z zadaniem powietrznej obrony miasta a w szczególności znajdujących się w nim obiektów wojskowych. 17 września 1939 roku wraz z grupą lotników przekroczył granicę z Rumunią gdzie został internowany. Na początku listopada 1939 roku, zaopatrzony przez polską ambasadę w fałszywe dokumenty opuścił Rumunię i dotarł do Francji gdzie trafił do obozu przejściowego w Salon skąd przeniesiono go do Polskiej Bazy Lotniczej w Lyon-Bron.
W styczniu 1940 trafił do Wielkiej Brytanii, wstąpił do RAF, gdzie otrzymał numer służbowy 76690. Został skierowany do Polskiej Bazy Lotniczej w Eastchurch gdzie przystąpił do nauki języka angielskiego i szkolenia na samolotach Hurricane. Po zakończeniu szkolenia został przydzielony do 56 dywizjonu myśliwskiego RAF z którego we wrześniu przeniesiono go do 17 dywizjonu myśliwskiego RAF. W styczniu 1941 kiedy 17 dywizjon został wycofany z walki w celu reorganizacji ppor. Chełmeckiego skierowano do 56 Jednostki Operacyjno-Treningowej RAF w której objął stanowisko instruktora pilotażu. W listopadzie 1941 otrzymał on kolejny przydział: do 308 dywizjonu myśliwskiego a w czerwcu następnego roku przeniesiono go do 302 dywizjonu w którym po awansie na porucznika został dowódcą eskadry B. W maju 1943 objął stanowisko oficera operacyjnego 131 Polskiego Skrzydła Myśliwskiego. W sierpniu 1944 po awansie na kapitana został dowódcą 317 dywizjonu myśliwskiego wyposażonego w samoloty Spitfire. Służył na tym stanowisku do 16 maja 1945 roku.
W czasie działań bojowych zestrzelił 3 samoloty nieprzyjaciela. Został sklasyfikowany na 90. miejscu listy Bajana.

### Po wojnie
Po zakończeniu działań wojennych w 1946 służył w jednostce lotniczej AESSU w Hamburgu, gdzie zajmował się rozprowadzaniem zdobycznych, niemieckich samolotów do innych krajów europejskich. Po demobilizacji i przeniesieniu do rezerwy w listopadzie 1948 jako major w stanie spoczynku wrócił do kraju i osiadł w Zabrzu. Szykanowany przez ówczesne władze musiał m.in. regularnie meldować się w tamtejszym Urzędzie Bezpieczeństwa Publicznego. Miał również kłopoty z zatrudnieniem. Dopiero po interwencji zatrudniono go w Wojewódzkim Przedsiębiorstwie Wodociągów i Kanalizacji jako specjalistę technicznego, w którym przepracował do czerwca 1979, kiedy to przeszedł na emeryturę. W 1981 został odznaczony Krzyżem Kawalerskim Orderu Odrodzenia Polski. Przez ostatnie lata życia cierpiał z powodu choroby nowotworowej. Zmarł 28 marca 1988 i został pochowany w rodzinnym grobowcu na Katolickim Cmentarzu Komunalnym w Nowym Sączu.

## Ordery i odznaczenia
Za swą służbę otrzymał odznaczenia:
- Krzyż Srebrny Orderu Virtuti Militari nr 11089
- Krzyż Kawalerski Orderu Odrodzenia Polski
- Krzyż Walecznych – trzykrotnie
- Medal Lotniczy – trzykrotnie
- 1939–1945 Star z klamrą BATTLE OF BRITAIN
- Air Crew Europe Star z klamrą
- War Medal 1939–1945